# Persecución a los cristianos

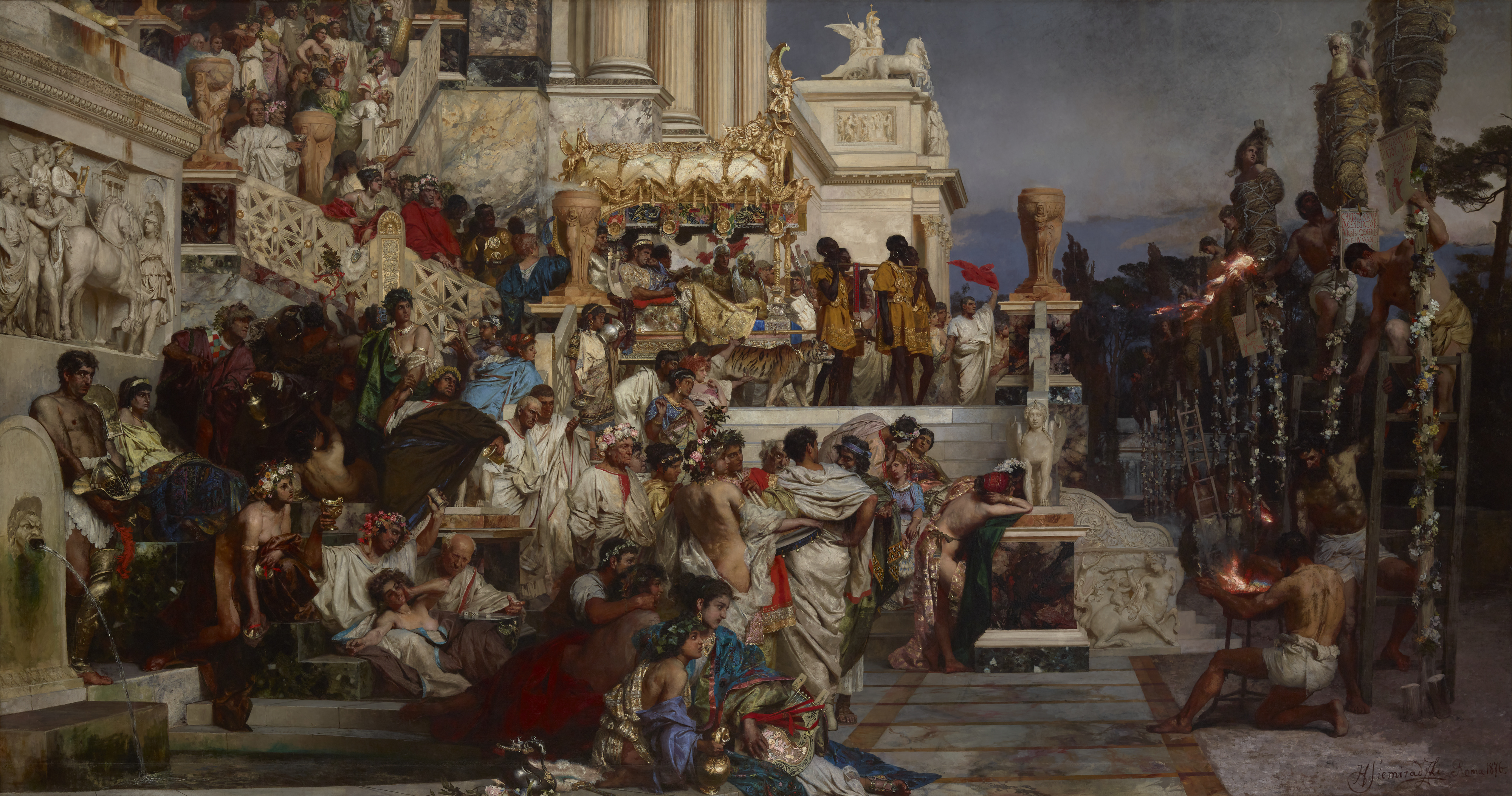
Antorchas de Nerón (1877), pintura de Henryk Siemiradzki que representa la persecución de cristianos por Nerón.

Numerosos cristianos han sufrido persecuciones por parte de autoridades públicas, por parte de grupos no cristianos o de otros cristianos de creencias diversas durante la historia del cristianismo.  
Tales persecuciones tienen o tuvieron varios grados de intensidad, desde el arresto sin garantías, la mengua de derechos públicos, el encarcelamiento, el azotamiento y la tortura, hasta la ejecución, llamada martirio, pasando por el pago de un impuesto suplementario —como el caso de los mozárabes—, la confiscación de sus bienes o incluso la destrucción de sus propiedades, su arte, sus libros y sus símbolos o la incitación a abjurar de sus principios y delatar a otros cristianos.
Los cristianos primitivos fueron perseguidos tanto a manos de los Judíos, cuya religión surgió el cristianismo, como de los romanos que controlaban muchos de los centros primitivos del cristianismo en el Imperio romano. Desde la aparición de Estados cristianos en la Antigüedad tardía, los cristianos también han sido perseguidos por otros cristianos debido a diferencias en doctrina que han sido declaradas heréticas. A principios del siglo IV, las persecuciones oficiales del imperio terminaron con el Edicto de tolerancia de Galerio en 311 y la práctica del cristianismo se legalizó con el Edicto de Milán en 312. En el año 380, los cristianos comenzaron a perseguirse entre sí. Los cismas de la antigüedad tardía y la Edad Media -incluyendo el Cismas Roma-Constantinopla y las numerosas controversias cristológicas- junto con la posterior Reforma Protestante provocaron graves conflictos entre confesiones cristianas. Durante estos conflictos, los miembros de las distintas confesiones se persiguieron mutuamente con frecuencia y protagonizaron violencia sectaria. En el siglo XX, las poblaciones cristianas fueron perseguidas, en ocasiones, hasta el punto de genocidio, por diversos estados, entre ellos el Imperio Otomano y su estado sucesor Turquía, que cometió las masacres hamidianas, el genocidio armenio, el asirio, el genocidio griego y el genocidio de Diyarbekir de 1915, y estados ateos como los del antiguo Bloque del Este.

## Persecución a los cristianos por judíos

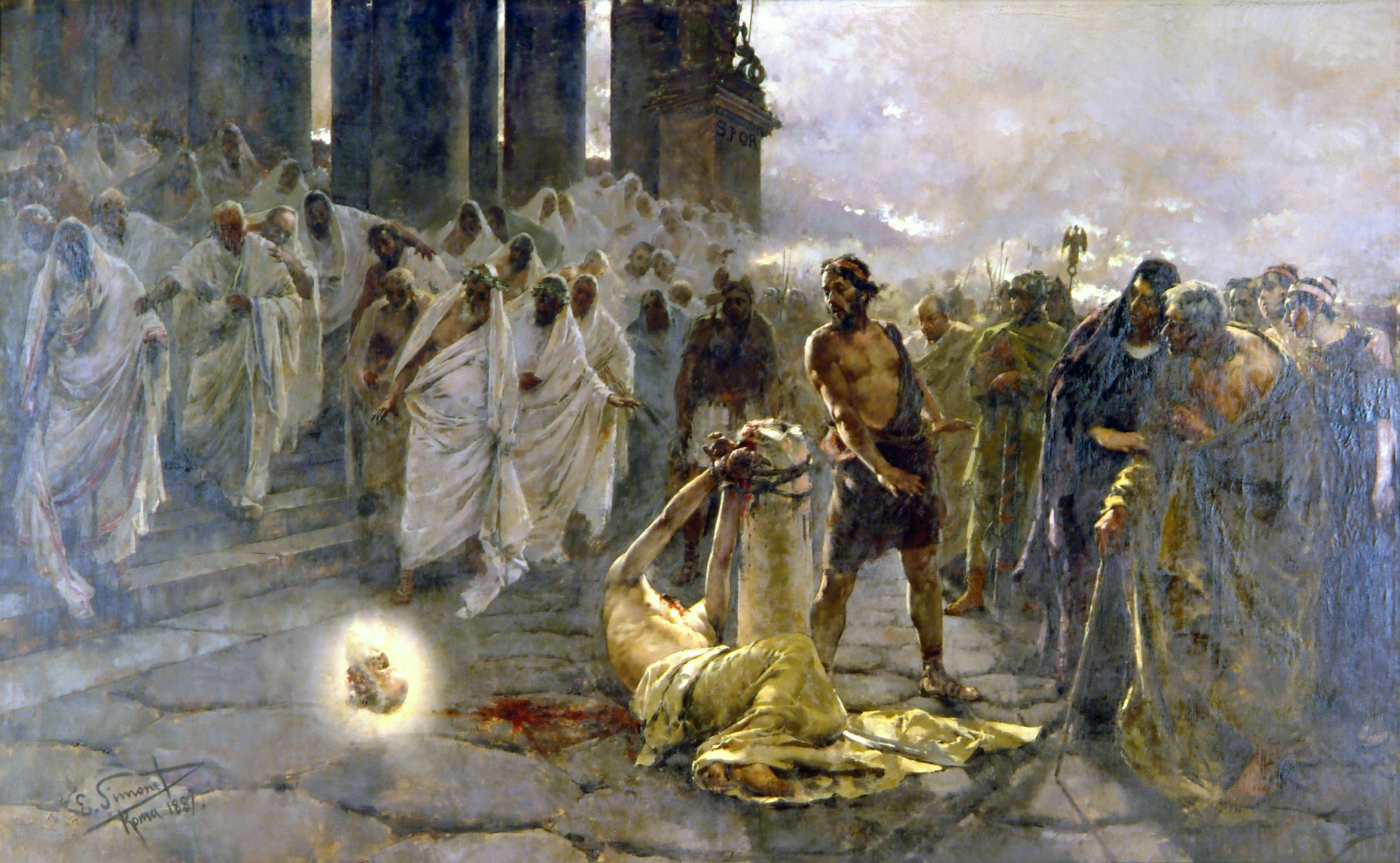
La obra representa la decapitación del apóstol San Pablo, llamado el Apóstol de los Gentiles, que según la tradición tuvo lugar en Roma durante la persecución contra los cristianos decretada por el emperador Nerón.

### Antecedentes
En el Nuevo Testamento se lee que los primeros cristianos, empezando por el propio Jesús, sufrieron persecución a manos de los jefes judíos de esa época. También relata el principio de persecuciones por los romanos. El término «los cristianos» es usado con frecuencia en una forma indiscriminada que ha sido causa de controversia.
Según el Nuevo Testamento, la persecución de los primeros cristianos continuó después de la muerte de Jesús. Pedro y Juan fueron encarcelados por los jefes judíos, incluido el sumo sacerdote Ananías, quien no obstante los liberó más tarde (Hechos 4:1-21). En otro momento, todos los apóstoles fueron encarcelados por el sumo sacerdote y otros saduceos, pero fueron liberados por un ángel (Hechos 5:17-19). Los apóstoles, tras haber escapado, fueron llevados nuevamente ante el Sanedrín, pero esta vez Gamaliel, un rabino fariseo bien conocido de la literatura rabínica, convenció al Sanedrín de liberarlos (Hechos 5:27-40).
La razón más probable de la persecución fue, por parte de los judíos, la evidente herejía que representaba la doctrina cristiana desde un punto de vista de la doctrina tradicional judía, ya que entre otras cosas, la idea de un Dios-Hombre chocaba de frente con su arraigado monoteísmo (esto se percibe claramente en la narración bíblica de los hechos de los primeros cristianos). Es deducible además que a oídos romanos, la predicación de los cristianos sobre el inminente regreso del rey de los judíos y el establecimiento de su reino, era sediciosa. Los romanos dieron a los judíos en ese tiempo un autogobierno limitado; las principales obligaciones de los líderes judíos eran recolectar impuestos para Roma y mantener el orden civil. Así, los líderes judíos tendrían que suprimir cualquier tesis sediciosa, como las que defendían los cristianos. Esta oposición judía fue un potente motor para plantar en Roma la semilla del odio al incipiente cristianismo.

### Muerte de Esteban
El Nuevo Testamento relata la lapidación de Esteban (Hechos 6:8-7:60) por miembros del Sanedrín. Esteban es recordado en el cristianismo como el primer mártir (del griego: mártÿros, ‘testigo’).

### Saulo de Tarso (Pablo)
La ejecución de Esteban fue seguida de una gran persecución de cristianos (Hechos 8:1-3), dirigida por un fariseo llamado Saulo Pablo de Tarso, enviando a muchos cristianos a prisión. Según el Nuevo Testamento, esta persecución continuó hasta que Saulo se convirtió al cristianismo (y cambió su nombre a Pablo), tras decir que había visto una luz brillante y oído la voz de Jesús en el camino hacia Damasco, donde estaba viajando para encarcelar a más cristianos (Hechos 9:1-22). Estando en Siria, los judíos de una sinagoga, encabezada por un tal Sóstenes, llevaron a Pablo ante el romano Galión, con la intención de que le castigase; Galión, al ver que era un tema religioso, los expulsó a todos del tribunal, y las turbas golpearon a Sóstenes sin que el romano interviniese. (Hechos 18, 12-17)
Hechos 9:23-25 dice que «los judíos» en Damasco trataron entonces de matar a Pablo. Estaban esperándole en las puertas del pueblo, pero los evadió al ser bajado sobre el muro de la ciudad en una canasta por otros cristianos y luego escapó hacia Jerusalén. Comprensiblemente, tuvo dificultad al principio para convencer a los cristianos de Jerusalén que él, su antiguo perseguidor, se había convertido y de que ahora estaba siendo perseguido a su vez (Hechos 9:26-27). Otro atentado se hizo contra su vida, esta vez por «los grecianos» (KJV), refiriéndose a un grupo de judíos helenistas (Hechos 9:29), a quienes él debatió mientras estaban dentro y alrededor de Jerusalén.

## Persecución a cristianos en el Imperio romano

### Antecedentes
Al principio, los romanos consideraron el cristianismo como una nueva secta judía. Aparte de las esporádicas persecuciones de Nerón y Domiciano, durante el siglo I los cristianos tuvieron que enfrentarse con mayor frecuencia con la animadversión de los escribas y fariseos, rectores del judaísmo, que con las autoridades romanas. 
Sobre la base de diversos testimonios se afirma que durante la segunda mitad del siglo I, todo el siglo II y hasta el siglo IV, los cristianos fueron también perseguidos por autoridades del Imperio romano, que consideraba a los cristianos, ya sea como judíos sediciosos (recordando que en el año 70 los judíos armaron una revuelta en Judea que originó la destrucción de Jerusalén y la deportación de los judíos de su territorio a manos romanas), o como rebeldes políticos. El historiador Suetonio menciona la expulsión de los judíos por los altercados habidos en Roma en tiempo del emperador Claudio «por un tal Cresto», a quien cabe identificar con Cristo, cuyas doctrinas debían haber sido divulgadas por emigrantes o esclavos judíos en Roma. Asimismo, Tácito en sus Anales habla de la persecución a los cristianos («nombre que toman de un tal Cristo»), por parte de Nerón. En cuanto a Suetonio, menciona en su "Vida de los doce césares", que, durante el reinado de Nerón, "fueron perseguidos bajo pena de muerte los cristianos, una secta de hombres de una superstición nueva y maléfica".
Tertuliano, en su Apología contra los gentiles, escrita en el año 200, explica cuáles eran los delitos que la fama imputaba a los cristianos: 

Que en la nocturna congregación sacrificamos y nos comemos un niño. Que en la sangre del niño degollado mojamos el pan y empapado en la sangre comemos un pedazo cada uno. Que unos perros que están atados a los candeleros los derriban forcejeando para alcanzar el pan que les arrojamos bañado en sangre del niño. Que en las tinieblas que ocasiona el forcejeo de los perros, alcahuetes de la torpeza, nos mezclamos impíamente con las hermanas o las madres. De estos delitos nos pregona reos la voz clamorosa popular, y aunque ha tiempo que la fama los imputa, hasta hoy no ha tratado el Senado de averiguarlos.
Tertuliano, Apología, c.7

Los gentiles asimilaban las reuniones nocturnas de los cristianos a ritos orientales de los «misterios», como los de Eleusis y Samos, enraizados en las prácticas mágicas, los misterios de Cibeles, los de Isis, originarios de Egipto, o los de Mitra, procedentes de Persia, que alcanzaron notable difusión incluso en España y en especial en la costa catalana.
En este contexto, hay que recordar que se hizo costumbre entre varios emperadores romanos el erigir estatuas propias en las diversas ciudades del imperio, y en autoproclamarse dioses o hijos de dioses (bajo el título de señor de señores) a los que sus súbditos debían de respetar. Un signo ejemplar de esto era la obligación de adorar o cuando menos arrodillarse ante las estatuas de los emperadores en las ciudades donde se encontraran. 
Los cristianos, tomando como principio el que Jesús es el único Señor de señores, y el único hijo del Dios verdadero, se negaban a tomar tales actitudes. Los romanos, antes que juzgar sus creencias, verían en estos gestos las actitudes de una rebelión política contra el imperio, lo cual originó varias persecuciones contra los cristianos en esa época. Los componentes ideológicos potencialmente subversivos de las doctrinas y costumbres cristianas debieron ser tomadas como una amenaza para el statu quo del orden social romano y una amenaza, sobre todo para las clases privilegiadas de ese orden. 
Tal es el caso de la creencia en la filiación divina de toda la humanidad («Todos somos hijos de Dios») que implicaba la hermandad universal («todos somos hermanos») y la dignidad humana («cualquier cosa que le hicierais al más pequeño de ellos es como si me lo hicierais a mí»), un alegato a favor de la igualdad que chocaba frontalmente con una sociedad esclavista. También el alegato contra la riqueza y las prácticas comunistas de los primeros cristianos (que ponían a disposición de la «comunidad» todos sus bienes cuando entraban a formar parte de ella) debieron resultar amenazadores para los poderosos y privilegiados del imperio. El cristianismo fue inicialmente una religión dirigida a los humildes, a los que sufren injusticia, los pobres y a los esclavos, los grupos sociales más numerosos en un imperio en crisis, y entre los que se extendió rapidísimamente a pesar de los esfuerzos de las autoridades por evitarlo.
Hubo diez grandes persecuciones romanas contra el cristianismo, denominadas generalmente con el nombre de los emperadores que las decretaron: las de Nerón, Domiciano, Trajano, Marco Aurelio, Septimio Severo, Maximiano, Decio, Valeriano, Aureliano y Diocleciano. 
Puesto que el cristianismo era considerado ilegal en el imperio, los cristianos debían ocultarse. Sus reuniones serían entonces secretas y son famosas las catacumbas de la ciudad de Roma, donde se dice que los cristianos se reunían, aunque según los testimonios cristianos conservados, las catacumbas no eran el medio más utilizado para esconderse, ya que la mayor parte de las reuniones de culto, se haría secretamente en las mismas casas de los fieles. Para identificarse habrían utilizado símbolos que a ojos romanos no fueran evidentes, como el símbolo del Pez (Ichthys, o ΙΧΘΥΣ en griego), acrónimo que significaba para ellos Iēsoûs CHristós THeoû hYiós Sōtér, 'Jesucristo, Hijo de Dios, Salvador'.

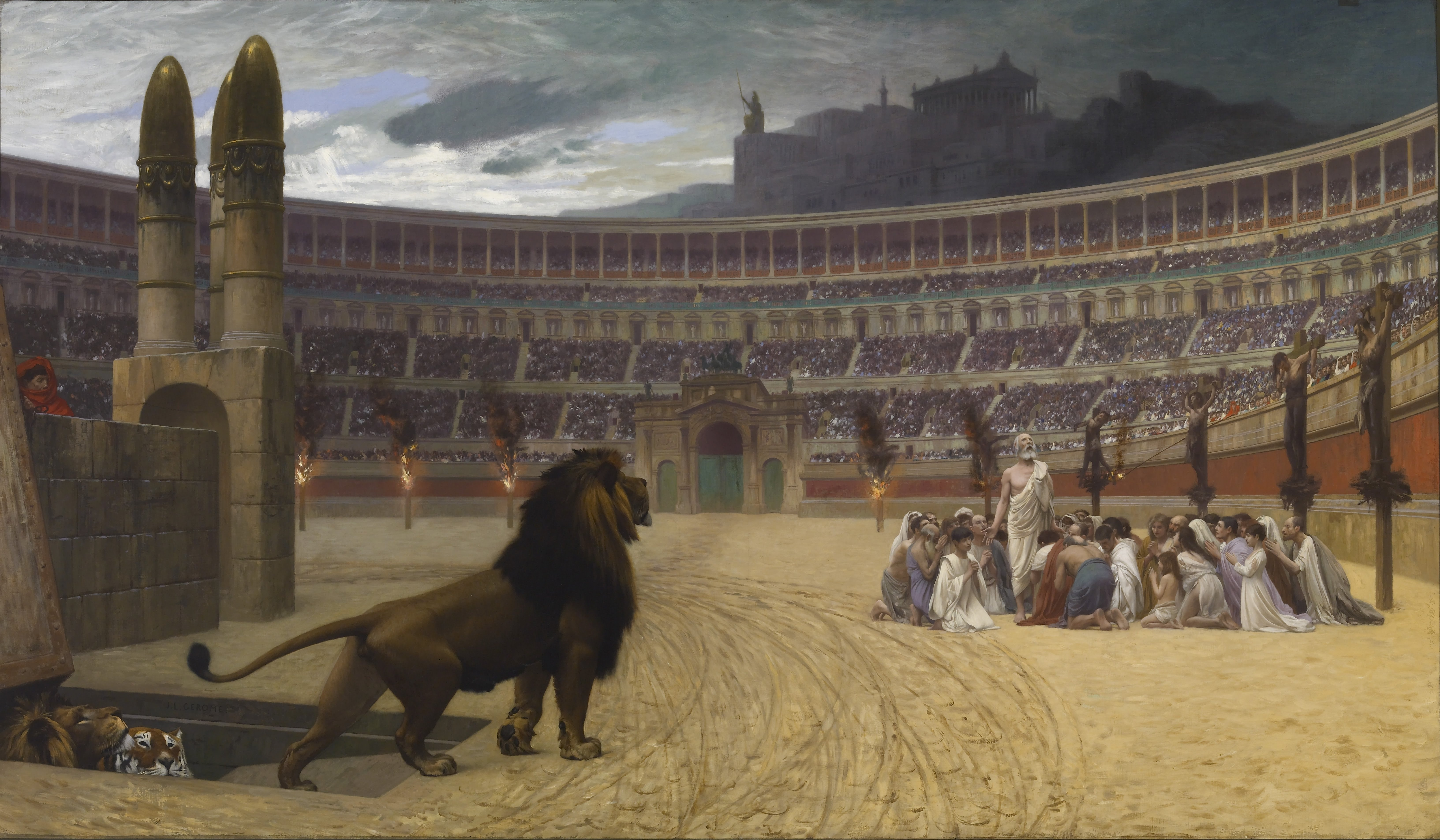
La última oración de los mártires cristianos, Jean-Léon Gérôme (1883).

### La persecución de Nerón, 64-68
Una de las más conocidas e implacables y quizá la más temprana es la originada por el emperador Nerón, en torno al cual se originó la leyenda de su autoría del incendio que acabó con varios barrios de la ciudad de Roma. El historiador Cornelio Tácito escribió a principios del siglo II que ante el rumor popular de que el incendio se había originado por orden superior, halló en los cristianos los chivos expiatorios que en principio satisficieron la ira del pueblo. Fueron cruelmente reprimidos, según los Anales de Tácito. Suetonio, otro escritor prominente de principios del siglo II corrobora la versión, señalando que entre las obras públicas de Nerón se contaba «persiguió a los cristianos». Esta sería una de las razones que habrán llevado a cristianos como Pedro o Pablo a la muerte en Roma, de lo que hablan escritores cristianos de los primeros siglos como Clemente I.

### La persecución de Domiciano, 81-96
Otro emperador que se recuerda por su crueldad con los cristianos fue Domiciano, entre los años 81 y 96. Entre los numerosos cristianos martirizados durante esta persecución estaban Simeón, obispo de Jerusalén, que fue crucificado. Flavia, hija de un senador romano, fue asimismo desterrada al Ponto; y se dictó una ley diciendo: «Que ningún cristiano, una vez traído ante un tribunal, quede exento de castigo sin que renuncie a su religión».

### La persecución de Trajano, 109-111
Entre 109 y 111 d. C., Plinio el Joven fue enviado por el emperador Trajano (98-117) a la provincia de Bitinia como gobernador. Durante su mandato, Plinio encuentra a los cristianos, y escribe al emperador sobre ellos. El gobernador indicó que había ordenado la ejecución de varios cristianos. Sin embargo, no estaba seguro de qué hacer con aquellos que dijeron que ya no eran cristianos, y pidió consejo a Trajano. El emperador respondió que los cristianos no deben ser buscados y que las acusaciones anónimas deben ser rechazadas como una muestra «indigna de nuestra época», y si se retractan y «adoran a nuestros dioses», deben ser liberados. Los que persistan, sin embargo, deben ser castigados.

### La persecución de Marco Aurelio, 161-180
Parte del problema que los cristianos tuvieron durante esta época, fue mayormente provocada por el populacho, que saqueó a las comunidades cristianas de Asia Menor fundadas por el Apóstol Pablo. Sin embargo, la condena de Marco Aurelio al cristianismo, tuvo repercusiones tan conocidas como la condena a muerte de Justino, que ocurrió durante esta época. La Persecución de Lyon, que fue precedida por la violencia colectiva incluyendo asaltos, robos y lapidaciones (Eusebio, Historia eclesiástica 5.1.7), provocó la aniquilación de la floreciente cristiandad de esta ciudad (según se dijo, por ateísmo e inmoralidad). Otros cristianos conocidos fueron torturados y martirizados en este momento, como Potino o Blandina.

### La persecución de Septimio Severo, 202-210
Otro emperador bajo quien los cristianos sufrieron fue Septimio Severo, que gobernó desde el 193-211. Durante su reinado, Clemente de Alejandría dejó escrito: «Muchos mártires son quemados a diario, confinados o decapitados, ante nuestros ojos».
Septimio Severo usó la persecución como pretexto para atribuir a los cristianos la peste y el hambre que asolaban el imperio; en esta persecución, especialmente violenta, sufrieron martirio Santa Cecilia y su esposo Valeriano y tuvo lugar el famoso episodio de la Legión fulminante. 
El emperador Severo quizás no estaba personalmente en contra de los cristianos, pero la iglesia estaba ganando poder y la adhesión masiva de fieles condujo al sentimiento popular anticristiano y su persecución en Cartago, Alejandría, Roma y Corinto aproximadamente entre 202 y 210.
En el año 202 Septimio promulgó una ley que prohibió la difusión del cristianismo y el judaísmo. Este fue el primer decreto universal prohibiendo la conversión al cristianismo. Estallaron violentas persecuciones en Egipto y África del Norte. Leonidas, defensor del cristianismo, fue decapitado; su hijo Orígenes fue perdonado porque su madre escondió su ropa. Una joven fue cruelmente torturada y luego quemada en una caldera de brea ardiente con su madre. Perpetua y Felicidad fueron martirizadas durante este tiempo, al igual que muchos estudiantes de Orígenes de Alejandría.

### La persecución de Maximino, 235
Maximino el Tracio inició una persecución dirigida principalmente contra los jefes de la Iglesia en el año 235. Una de sus primeras víctimas fue Ponciano, que con Hipólito fue desterrado a la isla de la Cerdeña.

### La persecución de Decio, 249-251
La persecución de Decio arrojó numerosos eremitas a los bosques; entre sus mártires se encuentra el papa San Fabián y Santa Águeda; el célebre Orígenes sufrió tales tormentos que murió después a consecuencia de ellos. La persecución de los cristianos se extendió a todo el Imperio durante el reinado de Decio y marcó de forma duradera a la iglesia cristiana.
En enero de 250, Decio publicó un edicto por el que se requería que todos los ciudadanos hicieran un sacrificio para mayor gloria del emperador en la presencia de un oficial romano y así obtener un certificado (Libellus) que demostrara que lo habían hecho. En general, la opinión pública condenaba la violencia del gobierno y se admiraba de la resistencia pasiva de los mártires con lo que el movimiento cristiano se fortaleció. La persecución de Decio cesó en 251, pocos meses antes de su muerte.
La persecución de Decio tuvo repercusiones duraderas para la iglesia: ¿Cómo deben ser tratados los que habían comprado un certificado o había hecho realmente el sacrificio? Parece que en la mayoría de las iglesias, los apóstatas fueron aceptados de nuevo al seno de la iglesia, pero algunos grupos se les negó la entrada a la iglesia. Esto plantea importantes cuestiones acerca de la naturaleza de la Iglesia, el perdón, y el alto valor del martirio. Un siglo y medio más tarde, san Agustín discutió con un influyente grupo llamados Donatistas, que se separó de la Iglesia católica porque esta abrazó a los que se habían acobardado.
Gregorio de Tours glosa las persecuciones en su Historia de los francos:

Bajo el emperador Decio muchas persecuciones se levantaron contra el nombre de Cristo, y hubo tal masacre de los creyentes que no podían ser contados. Babillas, obispo de Antioquía, con sus tres pequeños hijos, Urban, Prilidan y Epolon, y Sixto, obispo de Roma, Lorenzo, un archidiácono, e Hipólito, se perfecciona por el martirio, ya que confesó el nombre del Señor. Valentiniano y Novaciano eran los jefes herejes más activos en contra de nuestra fe, animando al enemigo. En este momento, siete hombres fueron ordenados como obispos y enviados a los galos a predicar, como la historia del martirio del santo mártir Saturnino refiere. Porque dice: "En el consulado de Decio y Grato, como la memoria fiel, recuerda, la ciudad de Toulouse, recibió al santo Saturnino como su primer y más grande obispo". Estos obispos fueron enviados: Catianus obispo de Tours, Trófimo obispo de Arles, Pablo obispo de Narbona, Saturnino obispo de Tolosa, Dionisio obispo de París; Stremonius obispo de Clermont, Marcial obispo de Limoges.

Los escritos de Cipriano, obispo de Cartago, arrojan luz sobre las consecuencias de la persecución de Decio en la comunidad cristiana cartaginesa.

### La persecución de Valeriano, 256-259
Bajo el reinado de Valeriano, que subió al trono en 253, todos los clérigos cristianos fueron obligados a sacrificar a los dioses romanos. En un edicto de 257, el castigo fue el exilio, en 258, el castigo era la muerte. Senadores cristianos, caballeros y damas fueron también obligados a sacrificar, bajo pena de fuertes multas, reducción de rango y, más tarde, la muerte. Por último, se prohibió a todos los cristianos visitar sus cementerios. Entre los ejecutados por Valeriano se encuentran: san Cipriano, obispo de Cartago, y Sixto II, obispo de Roma. Según una carta escrita por Dionisio durante este tiempo, «hombres y mujeres, jóvenes y ancianos, doncellas y matronas, soldados y civiles, de toda edad y raza, algunos por la flagelación y el fuego, otros por la espada, han conquistado en la lucha y ganado sus coronas». La persecución terminó con la captura de Valeriano por Persia. Su hijo y sucesor Galieno, revocó los edictos de su padre.
Una orden de arrestar a un cristiano, de fecha 28 de febrero 256, se encontró entre los Papiros de Oxirrinco (P. Oxy 3035). En el documento no se detallan los motivos de la detención.

### La persecución de Diocleciano, La gran persecución, 303-313
La persecución de Diocleciano fue la más grave, pues este quiso reformar el imperio en todos los aspectos y una parte muy esencial de su política era reforzar el culto imperial. Fue instigado a ella por los césares Maximiano y Galerio; hasta ciudades enteras cristianas fueron arrasadas. Fue tan larga esta persecución que fue llamada la Era de los mártires, y entre los más célebres se cuentan, Sebastián, Pancracio e Inés.

### La persecución de Juliano (361-363)
Juliano el Apóstata fue el último emperador pagano del Imperio romano. Se crio en un momento en que el paganismo estaba en declive en Roma. Al ser proclamado augusto en el año 361, Juliano de inmediato declaró su fe a los antiguos dioses romanos y buscó provocar un renacimiento pagano. Sin embargo, fue asesinado en Persia en el año 363 y su intento de restaurar el paganismo finalmente fracasó.
Juliano utilizó muchos métodos para romper sutilmente la Iglesia. Recordó a los obispos que habían sido desterrados por las enseñanzas heréticas, el clero fue despojado de su derecho a viajar por cuenta del Estado (como lo habían hecho anteriormente) y prohibió a los cristianos enseñar obras clásicas tales como la Ilíada o la Odisea. Juliano fue sustituido por el emperador cristiano Joviano.La persecución de Constantino, siglo II mediados del siglo II, las turbas estaban predispuestas a tirar piedras a los cristianos. La Persecución de Lyon fue precedida por la violencia colectiva, incluyendo asaltos, robos y lapidaciones. 
Además hubo persecuciones de forma inconexa hasta el siglo III, aunque la Apologética de Tertuliano de 197 fue escrita ostensiblemente en defensa de los cristianos perseguidos y dirigida a los gobernadores romanos. El edicto de Septimio Severo, familiar en la historia del cristianismo es puesto en duda por algunos historiadores seculares por conocerse fuera del martirologio cristiano. Según la documentación del Imperio, la primera gran persecución tuvo lugar bajo Maximino el Tracio, aunque sólo afectó al clero. No fue sino hasta Decio a mediados del siglo, que una persecución de los cristianos laicos de todo el Imperio se llevó a cabo. Fuentes cristianas aseveran que se emitió un decreto que requería sacrificios públicos, un trámite equivalente a un testimonio de fidelidad al emperador y al orden establecido. Decio autorizó varias comisiones itinerantes para visitar las ciudades y aldeas y supervisar la ejecución de los sacrificios y para entregar los certificados por escrito a todos los ciudadanos que las efectuasen. Los cristianos a menudo tuvieron oportunidad de evitar el castigo efectuando sacrificios públicos o quemando incienso en honor a los dioses romanos, pero si se negaban eran acusados por los romanos de impiedad. La negativa era castigada con arresto, encarcelamiento, tortura y ejecuciones. Los cristianos huyeron a refugios en el campo, y algunos compraron sus certificados de sacrificio, denominados libelli. Varios municipios próximos a Cartago debatieron la cuestión de en qué medida la comunidad debería aceptar a estos cristianos lapsos.

## Persecuciones a cristianos en siglos XV al XVII

### Inglaterra
En Inglaterra, al surgir el Anglicanismo con Enrique VIII, en su afán de obtener autorización de divorcio por el Papa, asunto que continuó con Isabel I y otros reyes de Inglaterra 1535 y 1681, encontramos una persecución sistemática de cristianos, que resultó en más de 600 mártires registrados, algunos beatificados y otros canonizados. Ejemplo de ello tenemos: Cuarenta mártires de Inglaterra y Gales, Mártires de Oaten Hill.

### Irlanda
17 Mártires Irlandeses fueron ejecutados entre 1579 a 1654, en diversas ciudades de Irlanda bajo la instauración del Anglicanismo en Inglaterra e Irlanda.

### Japón
Mártires de Japón. En 1587 se dicta el primer edicto de persecución contra los cristianos. En 1597, ejecutaron a 26 cristianos. Otros 70 en 1614. En 1622, se efectuó el Gran martirio de Nagasaki. Se estima en 5,500 católicos sacrificados en el siglo XVII.

## Persecuciones a cristianos en siglosXVIIIyXIX

### Francia
En el transcurso de la descristianización de Francia durante la Revolución de ese país, se dieron las primeras persecuciones a los cristianos en la época moderna,  considerándose mártires a cientos de sacerdotes y religiosos que fueron asesinados en ese periodo de la historia, como en las llamadas Masacres de septiembre y los 191 Mártires de París en la Revolución Francesa (1792).
Se considera que el primer genocidio moderno se produjo en La Vendée, al oeste de Francia, cuando en 1793 los jacobinos anticlericales de la Revolución mataron a miles de campesinos católicos considerados como contrarrevolucionarios. En 1794, durante el período conocido como «El Terror», se guillotinaron 16 monjas en Compiègne por negarse a renunciar a sus votos monásticos (años después este hecho inspiró la obra Diálogos de Carmelitas).

### Corea
Mártires coreanos, fueron contados por miles como víctimas de la persecución religiosa contra la Iglesia católica durante el siglo XIX en Corea. Al menos unos 8000 creyentes fueron asesinados durante esta persecución, 103 de los cuales fueron canonizados en 1984.

### Vietnam
Los mártires vietnamitas son contados entre una de las mayores persecuciones contra los cristianos de la historia moderna a lo largo del periodo que va desde 1625 hasta 1886. Se calcula que en esos años fueron asesinados unos 130,000 cristianos.

### Uganda
Los mártires de Uganda son un grupo de mártires cristianos (23 anglicanos y 22 católicos) del reino histórico de Buganda, ahora parte de Uganda, que fueron ejecutados entre 31 de enero de 1885 y el 27 de enero de 1887.

## Persecuciones delSigloXXyXXI

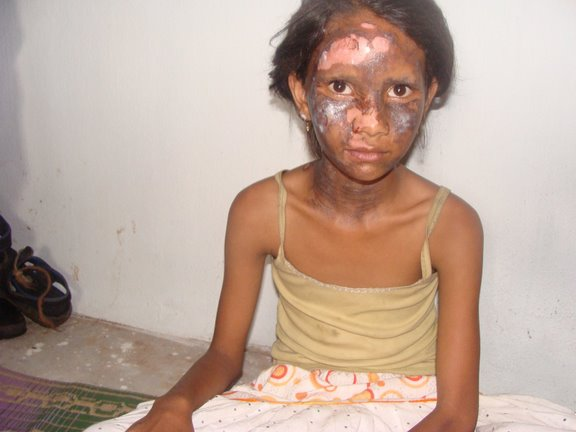
Niña cristiana india después de haber sufrido quemaduras en la cara por recibir agua hervida por parte de nacionalistas indios de religión hinduista.

Según Antonio Socci, en el siglo XX habrían sido asesinados unos 45,5 millones de cristianos por sus creencias religiosas, aproximadamente el 65 % del total de cristianos asesinados por su fe en dos milenios. Si se considera el término «mártir» en sentido estricto, es decir, aquel que asume voluntariamente la muerte como consecuencia directa de su fe y de su testimonio evangélico, la cifra se calcula en aproximadamente 12000 personas.

### España
En el año 1931 tuvo lugar, un mes después de la proclamación de la II República Española, la Quema de conventos de 1931 en España donde algunas iglesias y conventos de Madrid y otras ciudades de Andalucía y Levante fueron incendiadas y saqueadas. Durante la guerra civil española, en la retaguardia republicana tuvo lugar una persecución religiosa en la que fueron asesinados trece obispos, aproximadamente siete mil sacerdotes y frailes y un número indeterminado de laicos.

### Irak
Entre los años 2003 y 2009, según informó Asianews en diciembre de 2009, habrían sido asesinados alrededor de 2000 cristianos en Irak. A causa de la inestabilidad y de los ataques dirigidos contra cristianos, muchos de ellos han huido a otros territorios: de los cerca de 800 mil cristianos que había en 2003, se calcula que quedan 450 mil en 2010.

### India
Por lo que se refiere a la India, entre 2008 y 2010 se registraron más de 1000 episodios anticristianos en el estado de Karnataka, según se informó en marzo de 2010. En el estado de Orissa, entre los años 2008 y 2010, más de 5000 cristianos sufrieron persecución y presiones para convertirse a la religión hindú.

### México
La Persecución del cristianismo en México, se ha presentado en varias épocas. En México se prohibió la religión católica entre 1926 y 1929. Cristianos armados se enfrentaron al ejército mexicano, desatándose una Guerra Cristera. Estimaciones sobre sacrificados, ronda en la cifra de 250,000. Entre 1932 y 1941 hubo una segunda guerra cristera. La Iglesia católica, reconociendo la fidelidad, beatificó a 39 personas, Otros cientos fueron asesinados entre 1935 y 1939.

### Mundo
Según unas declaraciones de Mario Mauro en agosto de 2010, que fungía entonces como representante de la OSCE contra la discriminación de los cristianos, de 100 personas que mueren al año por persecución religiosa, 75 serían cristianos. Ese mismo mes de agosto de 2010, monseñor Mario Toso, Secretario del Consejo Pontificio para la Justicia y la Paz, declaró que los cristianos eran el grupo religioso más perseguido en el mundo. Habría, según los datos de ese año, unos 200 millones de cristianos en situaciones de persecución. En cambio, según un informe publicado también en 2010 por la Comisión de las Conferencias Episcopales Europeas, el número de cristianos perseguidos estaría en torno a la cifra de 100 millones.
En cuanto al número de cristianos muertos anualmente por su fe, según una declaración hecha pública en junio de 2011 por Massimo Introvigne, representante de la Organización para la Seguridad y la Cooperación en Europa (OSCE) para la lucha contra la intolerancia y la discriminación contra los cristianos, se trataría de 105,000 muertos al año. La cifra fue puesta en discusión en 2013, sea por la modalidad en la que se obtuvo, sea por lo elevado de la misma. Según otro estudio, el número de cristianos asesinados anualmente durante la primera década del siglo XXI sería de 10,000.
En el presente, se registran ejemplos de intolerancia o persecución hacia cristianos particularmente en países de África, entre ellos, Egipto, Marruecos, Nigeria, Kenia, República Centroafricana, y en Asia, en países como Pakistán, Indonesia, regiones de la India, Laos, y hasta en Arabia Saudita, donde la apertura de templos cristianos está prohibida.

### Ortodoxos
La iglesia cristiana, católica ortodoxa, ha sufrido persecución en regiones y países a través de diferentes épocas. Una muestra son los siguientes mártires ortodoxos: Eugene Botkin, Constantino Brancovan, Cirilo Lukaris, Crisóstomo de Esmirna, Pável Florenski, Ilya Fondaminsky, Hermógenes de Moscú, Luarsab II de Kartli, Miguel de Chernígov, Nicolás II de Rusia, Alejandro de Oldenburgo, Pedro el Aleutiano, Yevgueni Rodiónov, Alejandra Fiódorovna Románova, Alexander Schmorell, Maria Skobtsova, Tijon de Moscú y Varvara Yákovleva.

### Polonia
En la ciudad Nowogródek, en la Polonia ocupada por los nazis, hoy Bielorrusia, fueron ejecutadas 11 monjas en agosto de 1943. Posteriormente fueron beatificadas. Son conocidas como las Mártires de Nowogródek. 

### Ucrania
Los Veintisiete mártires ucranianos son un grupo de víctimas de la persecución religiosa llevada a cabo por la Unión Soviética en contra de Ucrania contra la Iglesia católica y, en particular, contra la comunidad greco-católica rutena.

### Países con más persecución en 2022[30]
| N. | País            | LMP 2022 | LMP 2021 | Violencia | Vida privada | Vida familiar | Vida comunitaria | Vida nacional | Vida de la iglesia | Total Cristianos | %       | Tipo de Persecución |
| -- | --------------- | -------- | -------- | --------- | ------------ | ------------- | ---------------- | ------------- | ------------------ | ---------------- | ------- | ------------------- |
| 1  | Afganistán      | 98       | 90       | 90        | 100          | 100           | 100              | 100           | 100                | 3 300            | 0,002%  | Extrema             |
| 2  | Corea del Norte | 97       | 92       | 79        | 100          | 100           | 100              | 100           | 100                | 400 000          | 1,5%    | Extrema             |
| 3  | Somalia         | 92       | 89       | 51        | 99           | 100           | 100              | 100           | 100                | 500              | 0,0003% | Extrema             |
| 4  | Libia           | 91       | 89       | 69        | 94           | 93            | 96               | 98            | 98                 | 34 600           | 0,5%    | Extrema             |
| 5  | Yemen           | 89       | 84       | 32        | 100          | 100           | 99               | 100           | 100                | 3 000            | 0,001%  | Extrema             |
| 6  | Eritrea         | 88       | 84       | 67        | 88           | 90            | 93               | 96            | 94                 | 2 611 000        | 47,2%   | Extrema             |
| 7  | Nigeria         | 88       | 83       | 100       | 83           | 83            | 86               | 87            | 87                 | 98 006 000       | 46,4%   | Extrema             |
| 8  | Pakistán        | 88       | 85       | 100       | 82           | 84            | 91               | 90            | 79                 | 4 080 000        | 1,9%    | Extrema             |
| 9  | Irán            | 86       | 85       | 63        | 87           | 88            | 82               | 95            | 99                 | 800 000          | 1,0%    | Extrema             |
| 10 | India           | 83       | 80       | 94        | 77           | 77            | 78               | 89            | 80                 | 68 863 000       | 4,9%    | Extrema             |
| 11 | Arabia Saudita  | 81       | 76       | 19        | 91           | 91            | 90               | 96            | 100                | 1 200 000        | 3,4%    | Extrema             |
| 12 | Birmania        | 79       | 70       | 89        | 75           | 69            | 83               | 81            | 79                 | 4 409 000        | 8,0%    | Muy Alta            |
| 13 | Sudán           | 79       | 76       | 51        | 81           | 81            | 86               | 82            | 95                 | 1 984 000        | 4,4%    | Muy Alta            |
| 14 | Irak            | 79       | 79       | 42        | 84           | 88            | 84               | 89            | 84                 | 166 000          | 0,4%    | Muy Alta            |
| 15 | Siria           | 78       | 79       | 56        | 78           | 83            | 81               | 86            | 84                 | 638 000          | 3,3%    | Muy Alta            |
| 16 | Maldivas        | 78       | 76       | 3         | 93           | 92            | 83               | 95            | 99                 | 800              | 0,002%  | Muy Alta            |
| 17 | China           | 76       | 69       | 67        | 76           | 59            | 74               | 87            | 93                 | 96 700 000       | 7,0%    | Muy Alta            |
| 18 | Catar           | 74       | 68       | 44        | 86           | 85            | 67               | 78            | 86                 | 372 000          | 13,1 %  | Muy Alta            |
| 19 | Vietnam         | 72       | 66       | 53        | 68           | 59            | 77               | 85            | 87                 | 9 159 000        | 9,2%    | Muy Alta            |
| 20 | Egipto          | 71       | 76       | 60        | 77           | 80            | 69               | 77            | 65                 | 16 250 000       | 16%     | Muy Alta            |
| 21 | Uzbekistán      | 71       | 67       | 11        | 90           | 77            | 85               | 71            | 94                 | 347 000          | 1%      | Muy Alta            |